# Cristo de la Concordia

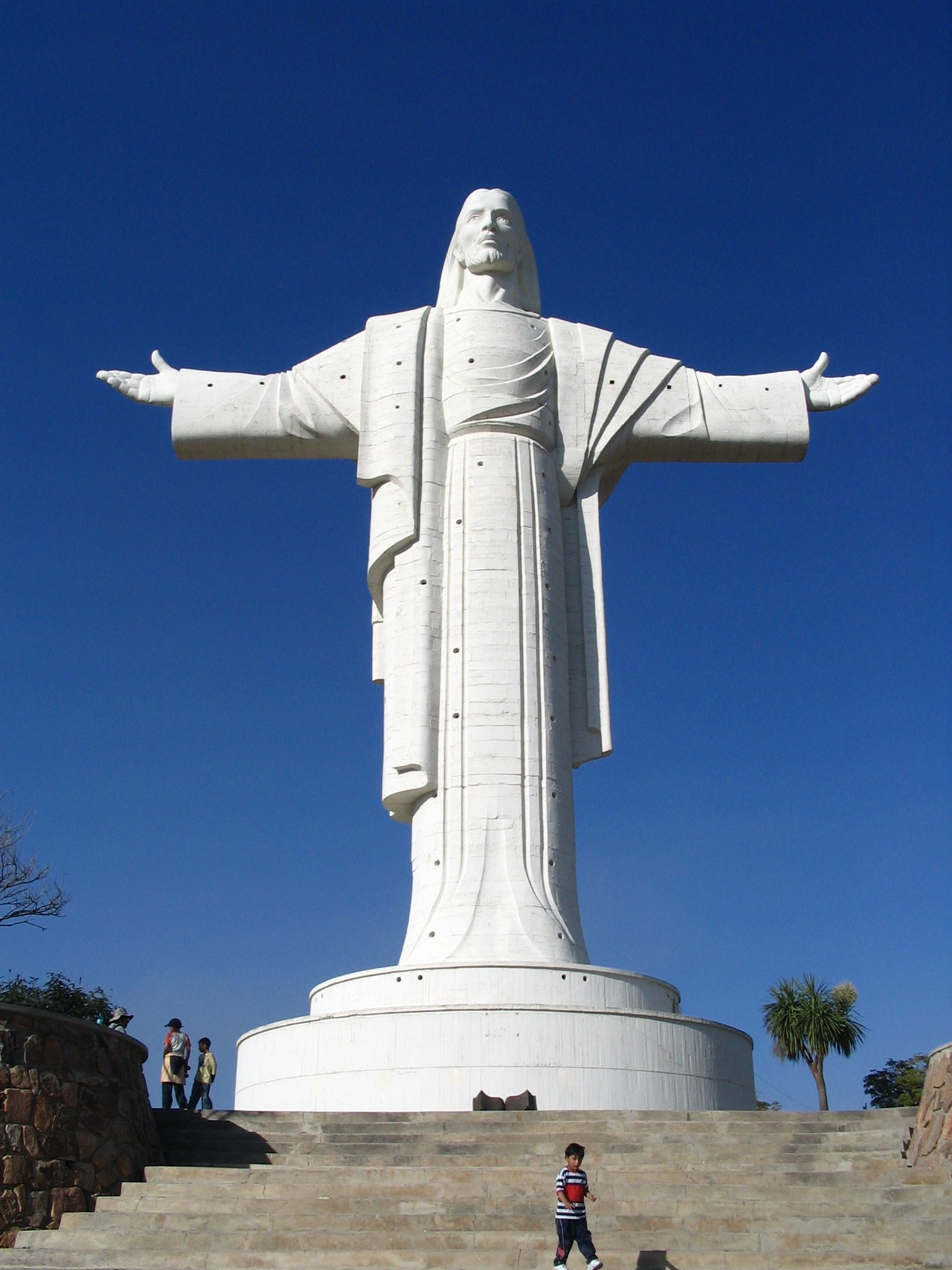
Cristo de la Concordia

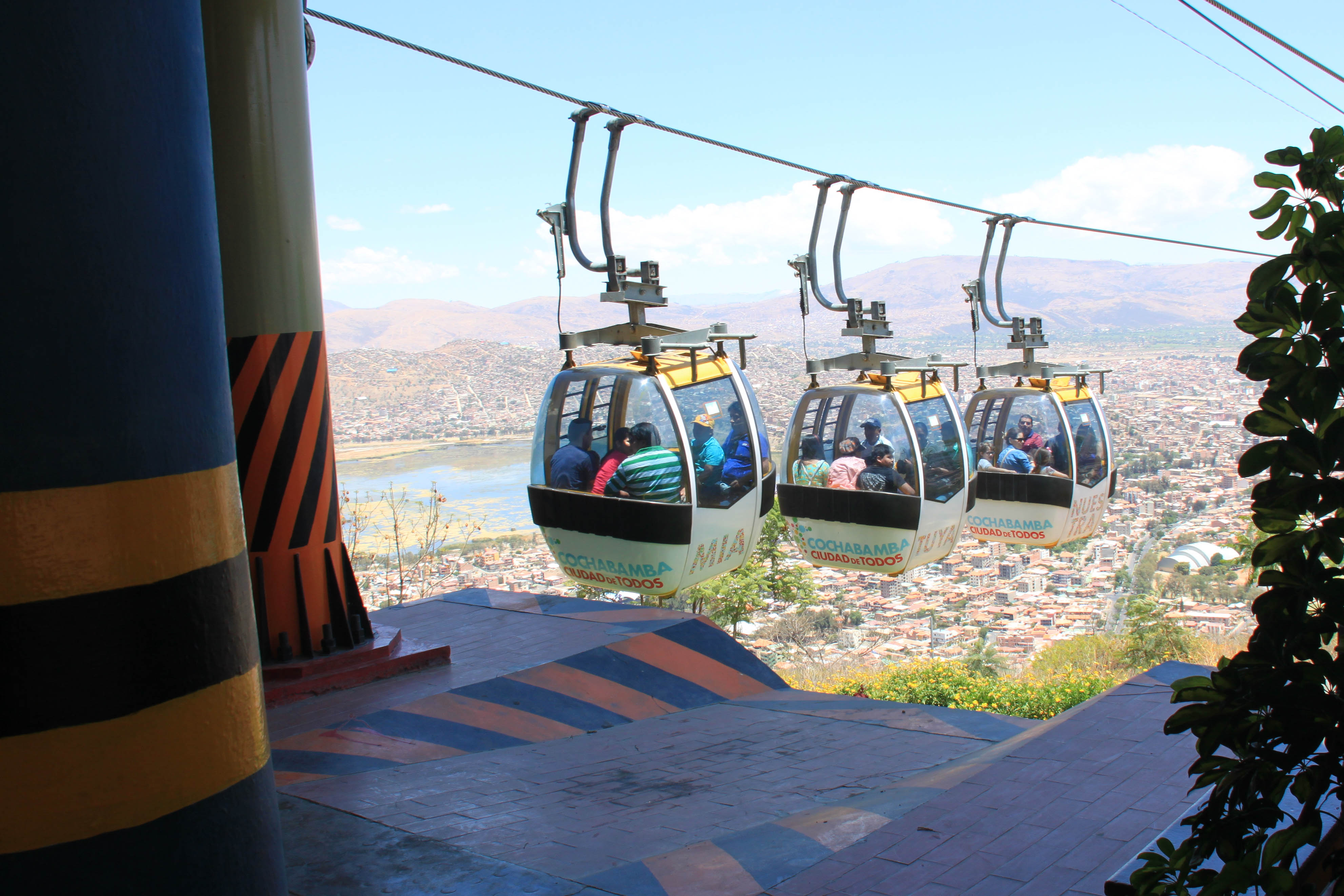
Seilbahn zum Cristo de la Concordia

Die Christusstatue Cristo de la Concordia steht über der Stadt Cochabamba in Bolivien.
Die 34,2 Meter hohe Statue ist mit dem 6,24 m hohen Podest 40,44 m hoch und damit die dritthöchste Christusstatue der Welt. César und Wálter Terrazas Pardo ließen sie nach dem Vorbild des Cristo Redentor (dt.: Christus der Erlöser) in Rio de Janeiro aus Stahlbeton erbauen. Der Kopf der Statue ist 4,64 m hoch und wiegt 11,85 Tonnen. Ihre Arme haben eine Spannweite von 32,87 m.

Die Statue wiegt rund 2200 Tonnen und steht auf 2840 m Höhe. Sie ist über 1399 Stufen begehbar und bietet einen Ausblick über Cochabamba, den Cerro San Pedro und die Umgebung. Grundsteinlegung war am 12. Juli 1987. Am 20. November 1994 waren die Bauarbeiten abgeschlossen.

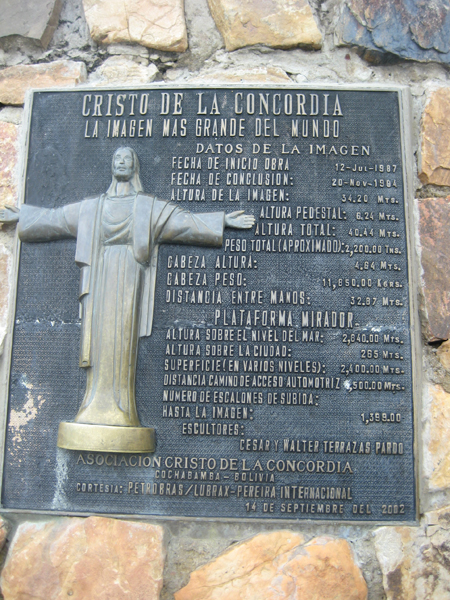
Bronzeplakette mit Daten zur Statue